# Wystąpienia antylitewskie w Wilnie (1939)
Wystąpienia antylitewskie w Wilnie – trwające od 31 października do 2 listopada 1939 roku wystąpienia polskiej ludności Wilna przeciwko polityce litewskich władz.
10 października 1939 r. podpisano traktat litewsko-radziecki, w którym Litwa zgodziła się na stacjonowanie na swoim terytorium 20 tys. żołnierzy radzieckich. W zamian rząd radziecki przekazał Litwie zdobyte niecały miesiąc wcześniej Wilno wraz z częścią Wileńszczyzny.
31 października doszło do zamieszek z powodu plotek o spekulacji chlebem. Zajścia miały charakter chuligański i antysemicki. W ich wyniku 23 osoby zostały ranne, nieznaną liczbę aresztowano.
1 listopada miała miejsce demonstracja patriotyczna na cmentarzu na Rossie. Władze litewskie wyraziły zgodę na manifestację jedynie w obrębie cmentarza, czego demonstranci nie przestrzegali.
2 listopada miała miejsce natomiast spontaniczna demonstracja przy mauzoleum z sercem Józefa Piłsudskiego, w efekcie czego na cmentarzu utworzył się dwudziestotysięczny pochód złożony głównie z młodzieży szkolnej i studenckiej, który ruszył w stronę miasta. Po przekroczeniu Ostrej Bramy i wejściu na ul. Wielką demonstracja została spacyfikowana przez litewską policję. W wystąpieniach z 2 listopada aresztowano kilkadziesiąt osób. Sytuację opanowały dopiero ściągnięte w pośpiechu oddziały wojskowe, które zatrzymały i rozproszyły manifestację.
Bezpośrednim skutkiem zajść z przełomu października i listopada była tymczasowe złagodzenie kursu litewskiego wobec polskiej ludności Wileńszczyzny, w tym porzucenie prób forsowania teorii o zamieszkiwaniu Wileńszczyzny przez Litwinów mówiących po polsku jedynie na skutek polskiej „okupacji” i cieszących się z wyzwolenia (tzw. krajowcy). Złagodzenie polityki wobec Polaków było jedynie czasowe, jeszcze przed końcem roku władze litewskie powróciły do polityki lituanizacji.